# Sphiggurus insidiosus
Sphiggurus insidiosus är en däggdjursart som först beskrevs av Lichtenstein eller Olfers 1818.  Sphiggurus insidiosus ingår i släktet Sphiggurus och familjen trädpiggsvin. IUCN kategoriserar arten globalt som livskraftig. Inga underarter finns listade i Catalogue of Life.
Enligt omstridda uppgifter fångades två ungdjur på västindiska öar. De listades tidvis som självständig art, Sphiggurus pallidus. Enligt nyare studier tillhör dessa exemplar arten Sphiggurus insidiosus.
Detta trädpiggsvin förekommer i östra Brasilien från Amazonflodens mynning till delstaten São Paulo. Habitatet utgörs av olika slags skogar. Individerna vistas ganska ofta nära människans samhällen. De är aktiva på natten och klättrar främst i växtligheten. Sphiggurus insidiosus äter frukter, rötter, grönsaker och myrornas larver.